# Tudo Que Eu Sempre Quis Tour
Il Tudo Que Eu Sempre Quis Tour è il primo tour della cantante brasiliana Sophia Abrahão per promuovere il suo primo album in studio Sophia Abrahão.
Il tour è iniziato il 7 maggio 2016 e la sua chiusura il 23 dicembre dello stesso anno, con un totale di quattro spettacoli in sette mesi.

## Scaletta
Questa è la scaletta del primo concerto del tour tenutosi il 7 maggio 2016.
1. Sinal Vermelho
2. É Você
3. Ligar pra Quê?
4. Náufrago
5. Nós Três
6. Se Vira
7. Blank Space (cover di Taylor Swift)
8. Besteira
9. Sou Fatal
10. De Janeiro a Janeiro (Acustica) (cover di Roberta Campos e Nando Reis)
11. Resposta (Acustica)
12. Love Yourself (Acustica) (cover di Justin Bieber)
13. Flores (Acustica)
14. Só Amanhã (Acustica) (cover di Rebeldes)
15. What Do You Mean? (cover di Justin Bieber)
16. Cool for the Summer (cover di Demi Lovato)
17. Tudo Que Eu Sempre Quis
18. Pelúcia

Encore
1. Sinal Vermelho

## Date
| Data             | Città          | Paese   | Luogo               |
| ---------------- | -------------- | ------- | ------------------- |
| Sudamerica       |                |         |                     |
| 7 maggio 2016    | San Paolo      | Brasile | Teatro APCD         |
| 2 luglio 2016    | Belo Horizonte | Brasile | Teatro Bradesco BH  |
| 4 ottobre 2016   | San Paolo      | Brasile | Teatro Porto Seguro |
| 23 dicembre 2016 | Rio de Janeiro | Brasile | Teatro das Artes    |